# Калинівка (Одеський район)
Кали́нівка (МФА: [kɐˈɫɪɲiu̯kɐ] ( прослухати); в минулому — Попівка) — село Визирської сільської громади в Одеському районі Одеської області. Населення становить 493 осіб.
Поблизу села створено ботанічний заказник місцевого значення «Калинівський».

## Історія
Станом на 1886 у селі Попівка Антоново-Кодинцівської волості Одеського повіту Херсонської губернії, мешкало 257 осіб, налічувалось 52 дворових господарства, існувала лавка.
Під час організованого радянською владою Голодомору 1932—1933 років померло щонайменше 8 жителів села.
Колишній орган місцевого самоуправління — Калинівська сільська рада.

## Населення
Згідно з переписом УРСР 1989 року чисельність наявного населення села становила 461 особа, з яких 211 чоловіків та 250 жінок.
За переписом населення України 2001 року в селі мешкали 493 особи.

### Мова
Розподіл населення за рідною мовою за даними перепису 2001 року:
| Мова       | Відсоток |
| ---------- | -------- |
| українська | 94,12 %  |
| російська  | 4,46 %   |
| молдовська | 1,22 %   |
| білоруська | 0,20 %   |